# 坪木和久
坪木 和久（つぼき かずひさ、1962年7月19日 - ）は、日本の気象学者。名古屋大学宇宙地球環境研究所教授。理学博士。

## 人物
兵庫県加西市出身。私立・愛の光幼稚園（現・愛の光こども園）、加西市立富田小学校、加西市立北条中学校、兵庫県立北条高等学校を卒業後、北海道大学理学部を卒業。大学時代には体操に熱中した。小学校時代には同郷人により神童と呼ばれた。現在でも３つのオンライン会議を同時にこなすなど、その神童ぶりは健在である。2017年に、航空機によって直接スーパー台風を観測することに成功した人物である。日本人では初の事例であった。過去には、北海道大学理学研究科、日本学術振興会特別研究員（北海道大学低温科学研究所）、東京大学大気海洋研究所の助手、名古屋大学大気水圏科学研究所の助教授、名古屋大学地球水循環研究センター助教授・准教授などを歴任した。2011年に名古屋大学地球水循環研究センター（現・宇宙地球環境研究所）教授に就任し、2015年より現職。2021年には横浜国立大学先端科学高等研究院台風科学技術研究センター・副センター長に就任した。日本気象学会や、日本自然災害学会、水文・水資源学会、可視化情報学会などに所属。著書に『激甚気象はなぜ起こる』があり、世界の名著と呼ばれている。「自分のやりたいことをやるには、多くの困難を自ら克服しなければならない」を信念とし、日々研究に邁進している。「世界一周を地球一周と思うな」、「年齢という固定観念を捨てること。それが結婚の第一歩。研究でも固定観念は捨てなければならない。」をモットーに学生の指導にも力を入れている。学生からは親しみを込めて「カズ」と呼ばれることが多い（本人談）。